# Calineczka (bajka muzyczna)
Calineczka – polska baśń muzyczna na podstawie utworu Hansa Christiana Andersena o tym samym tytule. Słowa: Elżbieta Bussold Muzyka: Ryszard Sielicki.
W rolach głównych Magda Zawadzka, Anna Skaros, Tadeusz Bartosik, Emilian Kamiński.

## Wystąpili
- Barbara Bargiełowska
- Tadeusz Bartosik
- Mieczysław Gajda
- Emilian Kamiński
- Elżbieta Kmiecińska
- Renata Kossobudzka
- Ilona Kuśmierska
- Teresa Lipowska
- Jan Matyjaszkiewicz
- Anna Skaros
- Włodzimierz Twardowski
- Tadeusz Włudarski
- Magda Zawadzka

Źródło:

## Lista piosenek
- 1. Dziewczynka z tulipana 3'43"
- 2. Porwanie Calineczki 4'09"
- 3. Ucieczka Calineczki 3'10"
- 4. Chrabąszczowe zaloty 7'01
- 5. Łapimucha pomaga Calineczce 3'22"
- 6. W norce Polnej Myszy 4'56"
- 7. Mysie swaty 7'21"
- 8. Na ratunek Jaskółeczce 2'56"
- 9. Podróż do ciepłych krajów 4'12"
- 10. W Tulipanii 2'52"
- 11. Ślub Calineczki z Duszkiem Kwiatów 4'56"

Źródło: